# بایگاموت
بایگاموت (به لاتین: Baygamut) یک منطقهٔ مسکونی در روسیه است که در سرزمین آلتای واقع شده‌است.